# 首里りうぼう
首里りうぼう（しゅりりうぼう）は、那覇市首里久場川町にあるリウボウストアが運営する総合スーパー（GMS）である。

## 概要
リウボウグループが展開する初の食品部門を携え、1987年3月に開業する。1983年に同グループが西友（東京都）との提携後、初出店の店舗であり、店舗外観や設備の多くが当時の西友と共通していることが特徴である。開業当初は那覇市松尾の百貨店「デパートリウボウ」の支店という位置づけで、リウボウストアが運営する店舗の中で唯一衣類なども扱っていた。
2007年4月、開業以来初の大幅なリニューアルを行い、それまでのGMS業態を縮小し衣料部門を廃止、新たに「TSUTAYA」、衣料品の「マルエー」が核テナントとして出店した。
2014年12月、当時入居していた「マクドナルド首里りうぼう店」で販売された商品に発泡スチロール片が混入していた。同店舗は2016年1月に閉店した。

## 沿革
- 1987年（昭和62年）3月27日 - 「首里りうぼう」開業[5][要出典]。
- 1999年（平成11年）10月1日 - 100円ショップ「ダイソー」を出店、「無印良品」売場を拡大[6]しリニューアル。
- 2003年（平成15年）12月12日 - 1階に「ドコモネオ 首里りうぼう店」が開店[注 3][7]。
- 2007年（平成19年）4月13日 - 開業20周年。衣料品売場を閉鎖、開業後初の大規模なリニューアルを施し新装開店[2]。
- 2008年（平成20年）2月12日 - 3階に「カーブス首里りうぼう」が開店[8]。
- 2012年（平成24年）12月3日 - 1階に「サブウェイ 首里りうぼう店」が開店[9]。
- 2016年（平成28年）1月31日 - 1階の「マクドナルド 首里りうぼう店」が閉店。
- 2017年（平成29年）9月19日 - マクドナルド跡に「やっぱりステーキ 首里りうぼう店」が開店。
- 2018年（平成30年）8月31日 - 地下1階の「白バラ 首里リウボウ店」が閉店。
- 2023年（令和5年）3月31日 - 1階の「ドコモショップ首里リウボウ店」が閉店。

## フロア構成

### 地下1階 - 店舗・駐車場
- りうぼう食品
- マルコポーロ

### 1階 - 店舗
- TSUTAYA
- ベスト電器SS
- サブウェイ
- やっぱりステーキ
- リウボウ旅行サービス

### 2階 - 店舗
- ダイソー（百円館） - リウボウストアが運営。
- ファッション市場 サンキ

### 3階 - 店舗・駐車場
- 鳴神歯科
- カーブス

| 首里りうぼう(地下１階~３階) フロア構成 | 首里りうぼう(地下１階~３階) フロア構成                                   |
| -------------------------------------- | ------------------------------------------------------------------------ |
| 3階                                    | 屋上駐車場,鳴神歯科,カーブス                                             |
| 2階                                    | DAISO、ファッション市場サンキ                                            |
| 1階                                    | TSUTAYA，T’sカフェ、サブウェイ、やっぱりステーキ、旅行サロン、家電販店   |
| 地下1階                                | リウボウ食品館、マルコポーロ(パン屋)、フラワーショップ、ちゅううしゃじょ |

## アクセス

### モノレール
- 沖縄都市モノレール線（ゆいレール）首里駅から徒歩7分

### 路線バス
詳細は「沖縄本島のバス路線」を参照
- 首里りうぼう前バス停から徒歩1分
  - 16番・新川石嶺線（那覇バス）
  - 7/8番・首里城下町線（那覇バス）
- 首里駅前バス停から徒歩6分
  - 346番・那覇西原線・鳥堀経由（那覇バス）
  - 16番・新川石嶺線（那覇バス）
  - 14番・牧志開南循環線（那覇バス）
  - 7/8番・首里城下町線（那覇バス）

### 注
1. ↑  生鮮食品の販売ノウハウはその後、デパートリウボウ地下の食品館の展開に生かされた。
2. ↑  当時の外壁には「首里ショッピングプラザ」と表記されていた。
3. ↑  2006年に「ドコモショップ」に昇格、2007年のリニューアル時に現在の店舗に移転。